# Det förlorade paradiset

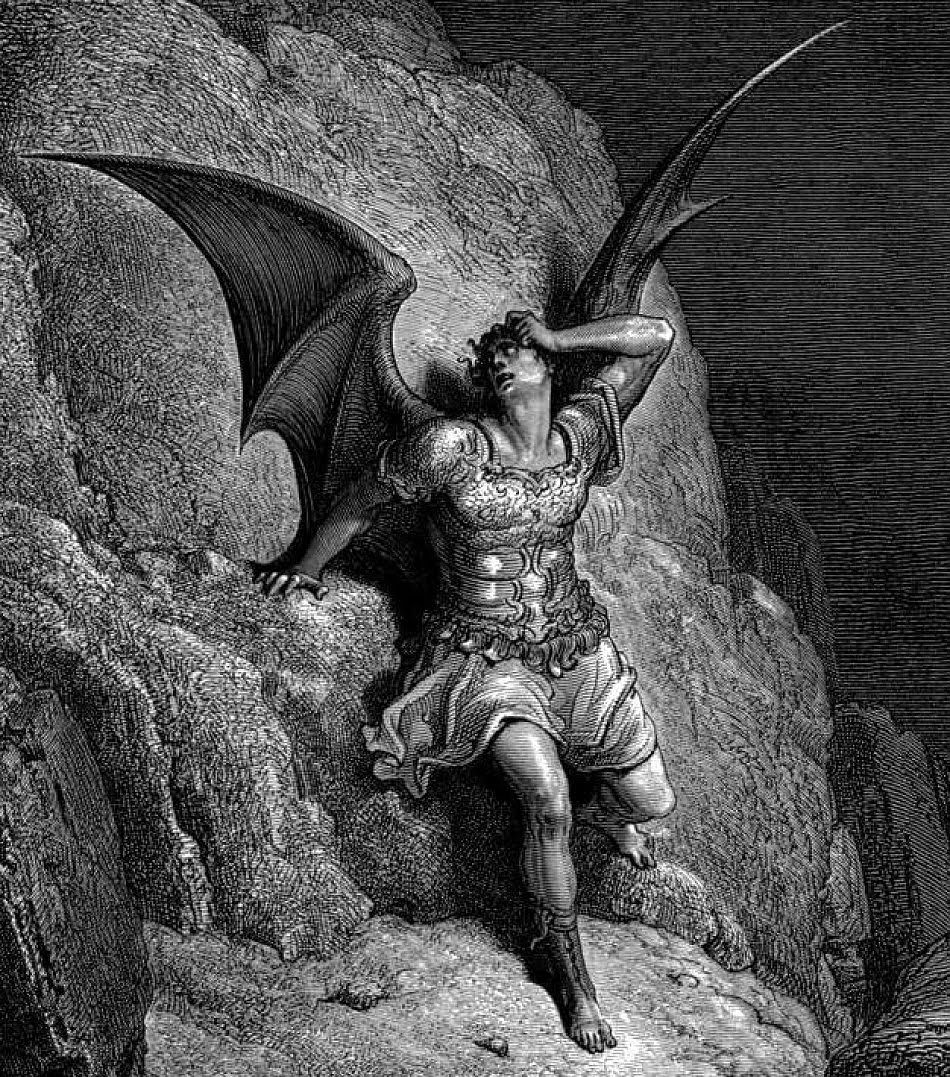
Satan porträtterad av Gustave Doré i Det förlorade paradiset.

Det förlorade paradiset (eng: Paradise Lost) är ett heroiskt epos av den engelske författaren John Milton. Huvudpersonen i dikten är Satan, en antihjälte snarare än en hjälte. Eposet är skrivet på blankvers, femtaktig orimmad jamb. Det förlorade paradiset publicerades ursprungligen 1667 i tio band; 1674 utgavs en reviderad version i tolv band.
Svensk översättning av Johan Gabriel Oxenstierna 1815 Det förlorade paradiset : poem i tolf sånger, av Victor Emanuel Öman 1862 och av Frans G. Bengtsson 1926.
Temat är det förlorade paradiset - teodicéproblemet: hur människan, om Gud är god och allsmäktig, förklarar ondskan. Enligt eposet är svaret på problemet att om människan inte hade fallit så hade den inte undgått en förändring. Det ingår i Guds plan. Ända tills Satan mötte ängeln Gabriel trodde han att han delade makten med Gud. Vid deras samtal berättar Gabriel att fallet och Satan ingår i Guds val. Satan tror att han äger halva världen och av Gabriel får han veta att inget hade skett om Gud inte velat detta. Allt var Guds plan.